# 对象导航图语言
对象导航图语言（Object Graph Navigation Language），简称OGNL，是应用于Java中的一个开源的表达式语言（Expression Language），它被集成在Struts2等框架中，作用是对数据进行访问，它拥有类型转换、访问对象方法、操作集合对象等功能。

## 项目支持
- WebWork（英语：WebWork）
- Struts2
- Tapestry (4.0或之前)
- Spring Web Flow（英语：Spring Web Flow）
- Apache Click（英语：Apache Click）
- MyBatis - SQL映射框架
- Thymeleaf - 一个Java XML / XHTML / HTML5 模板引擎
- FreeMarker - 一个Java模板引擎